# 蓑輪秀邦
蓑輪 秀邦（みのわ しゅうほう、1939年6月6日 - ）は、浄土真宗の僧、哲学者、仁愛大学名誉教授。
福井県鯖江市出身。1963年京都大学文学部哲学科卒、真宗大谷派教学研究所に勤務ののち1972年郷里に帰り、仰明寺住職。同年仁愛女子短期大学助教授、80年教授、2001年仁愛大学人間学部教授、図書館長。2010年退任、名誉教授。高倉会館館長。

## 著書
- 『キェルケゴールと親鸞 宗教的真理の伝達者たち』ミネルヴァ書房 Minerva21世紀ライブラリー 2000
- 『世自在王仏のみもとへ 宗教心の根源を問う』法藏館 2000
- 『仏意測り難し』真宗大谷派名古屋別院教化事業部 東別院伝道叢書 2004
- 『真宗門徒になる』真宗大谷派宗務所出版部 同朋選書 2006
- 『自分探しの旅へ』ながたみどり絵 真宗大谷派宗務所出版部 2006

### 共著編
- 『解読浄土論註』編纂 真宗大谷派宗務所出版部 1987
- 『いのちに関する5つのレクチャー』仁愛大学宗教教育研究センター編 宮城シズカ,長谷正當,石田慶和,田代俊孝共著 法藏館 2007